# Toxicodendron
Toxicodendron ist eine Pflanzengattung innerhalb der Familie der Sumachgewächse (Anacardiaceae). Die etwa 30 Arten sind in einem disjunkten Areal verbreitet; sie kommen in gemäßigten Gebieten der Nordhalbkugel, in Südostasien und in der Neotropis vor. Alle Arten produzieren Urushiole, ölige Substanzen, die schwere allergische Reaktionen auslösen können.

## Beschreibung

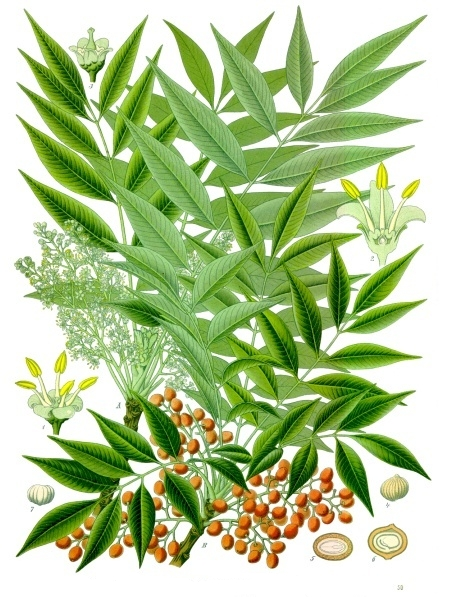
Illustration aus Köhler's Medizinalpflanzen von Toxicodendron succedaneum

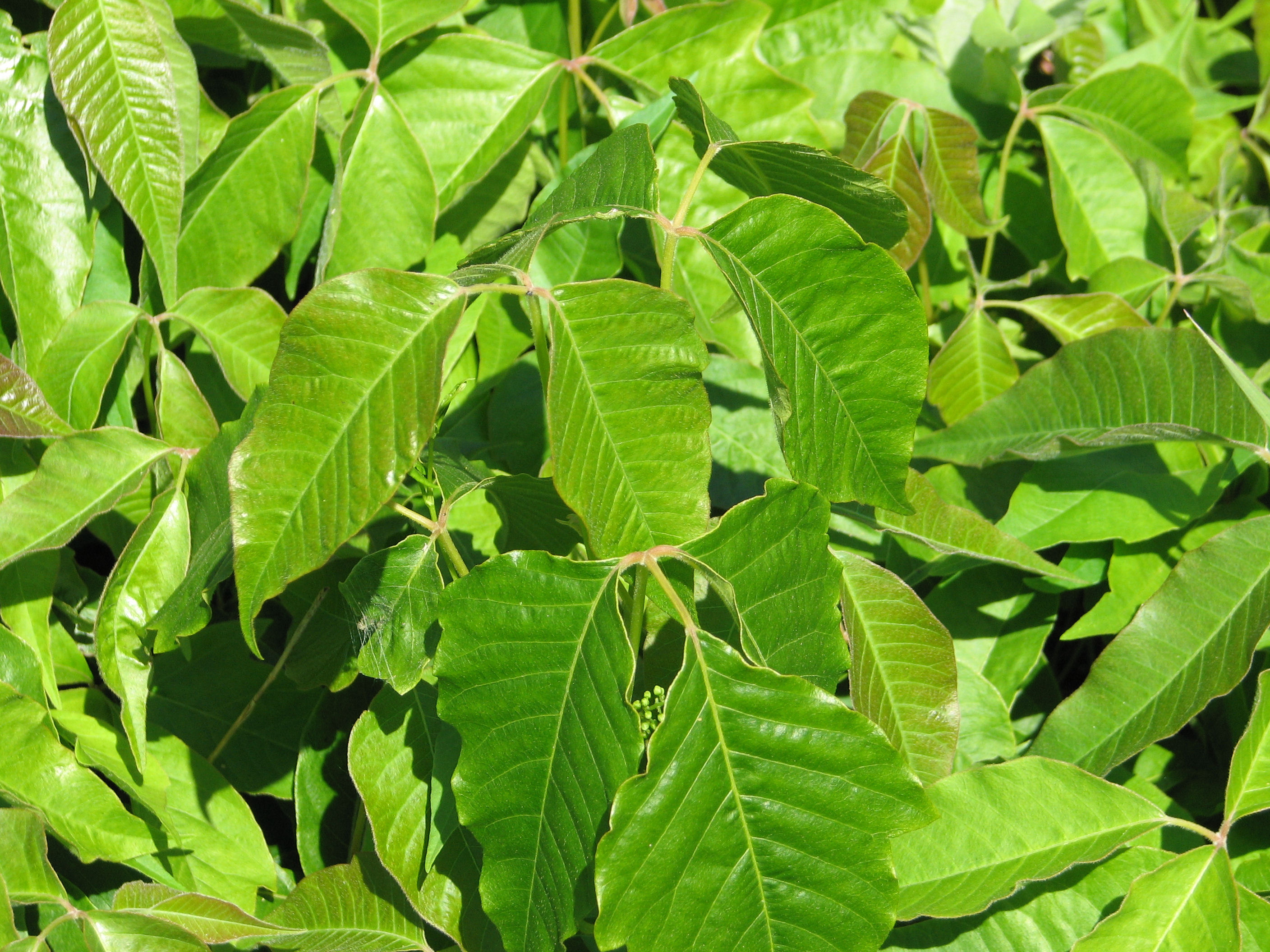
Laubblätter des Kletternden Gift-Sumach (Toxicodendron radicans)

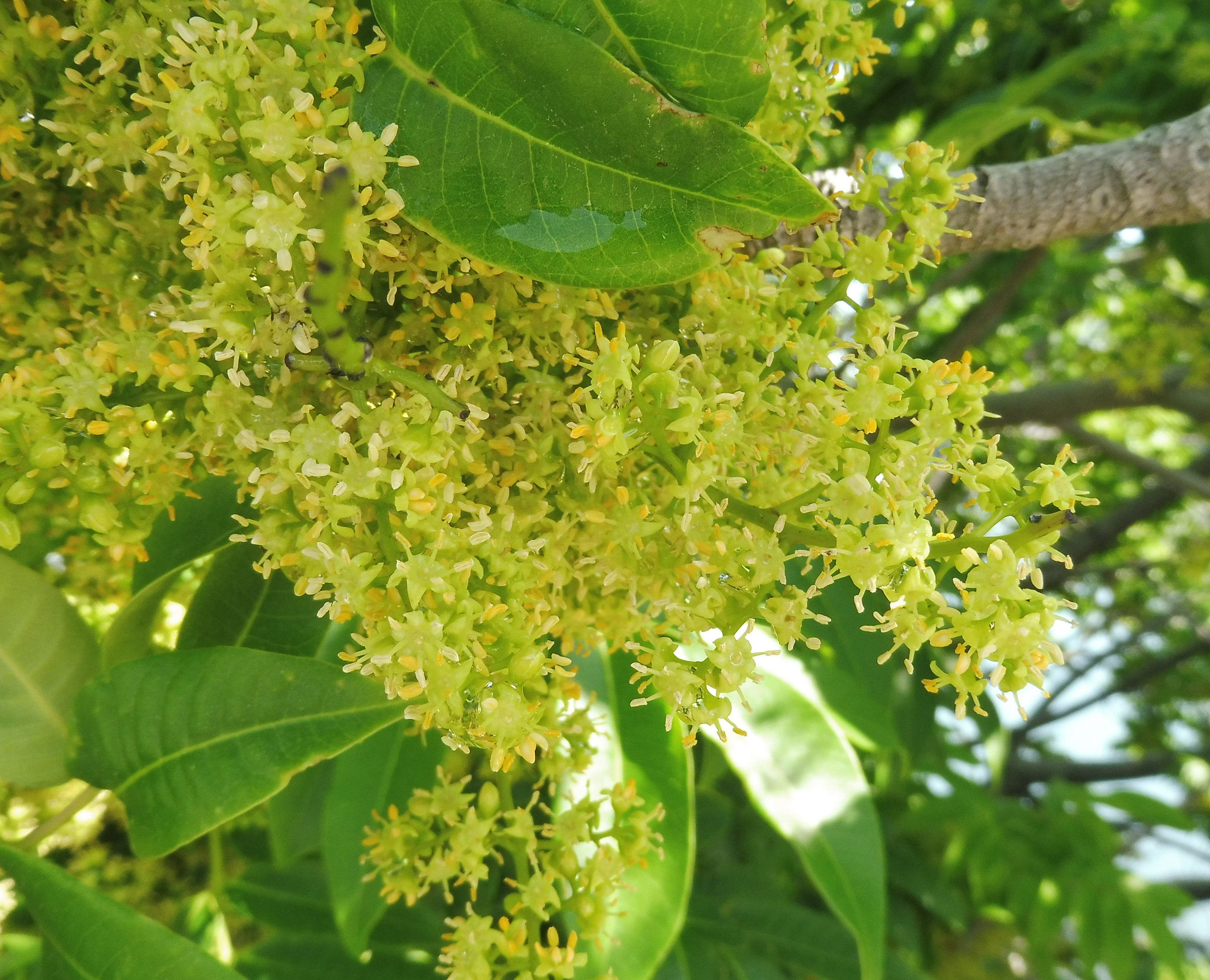
Blütenstände von Toxicodendron succedaneum

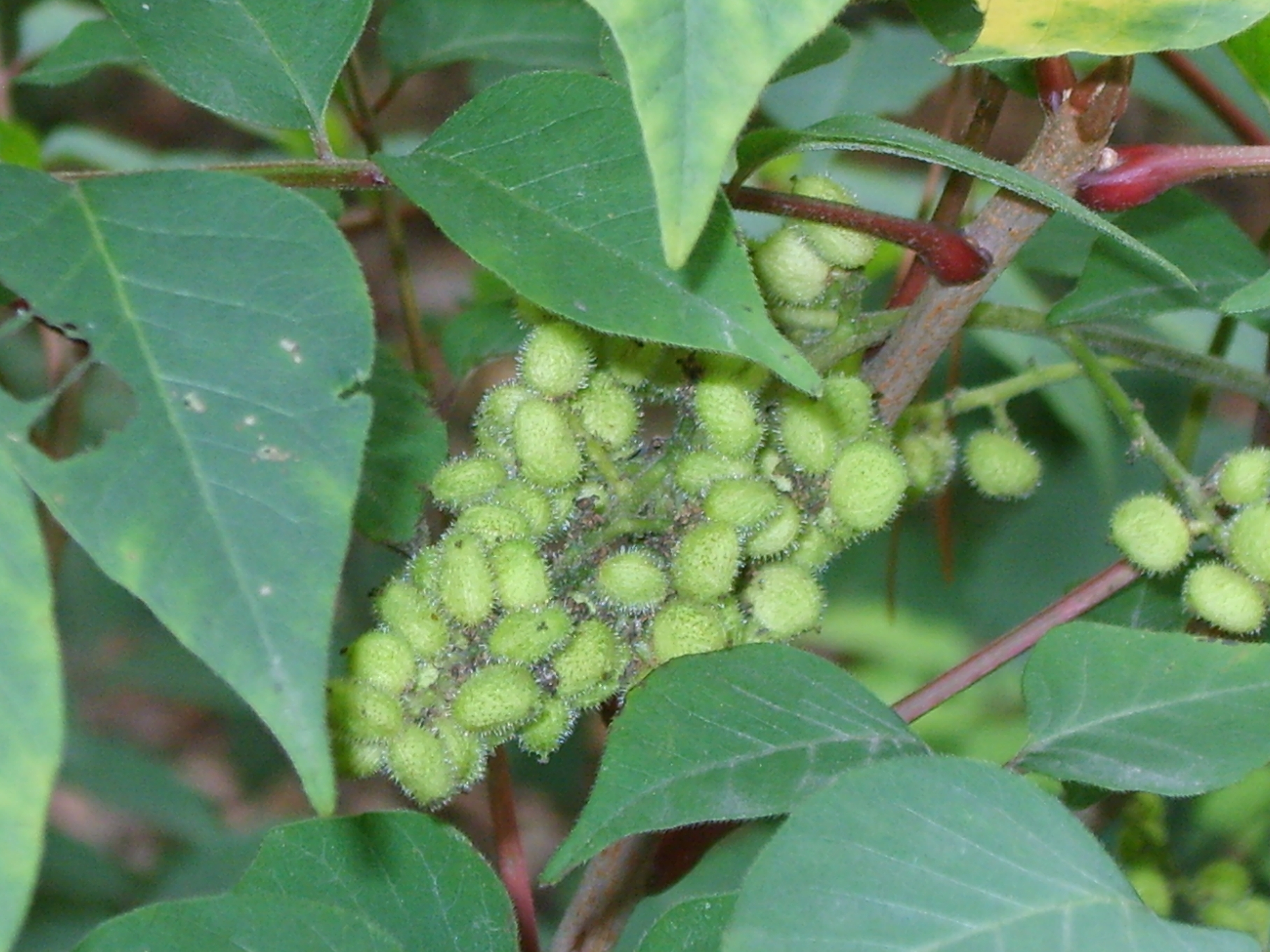
Fruchtstand von Toxicodendron trichocarpum mit behaarten Früchten

### Vegetative Merkmale
Die Toxicodendron-Arten sind laubabwerfende, verholzende Pflanzen, die als Sträucher, Bäume oder verholzende Kletterpflanzen wachsen. Einige Arten bilden kriechende oder kletternde Ausläufer.
Die wechselständig angeordneten Laubblätter sind in Blattstiel und -spreite gegliedert. Die unpaarig gefiederte Blattspreite ist je nach Art ziemlich variabel. Während die Laubblätter von Toxicodendron radicans und Toxicodendron diversilobum drei Fiederblättchen haben, kommen manchmal fünf oder gar sieben Blättchen vor; bei Toxicodendron vernix sind es 7 bis 13 und beim Lackbaum 7 bis 19 Blättchen; es gibt auch Arten, bei denen sie bis auf ein Blättchen reduziert sind. Die Blättchen können ganze, gezähnte oder gelappte Ränder haben, auch alle drei Formen können an einem Pflanzenexemplar vorkommen.

### Generative Merkmale
Die seitenständischen, traubig oder rispigen Blütenstände hängen oft während der Fruchtreife. Die Deckblätter fallen früh ab.
Die funktional eingeschlechtigen oder zwittrigen Blüten sind radiärsymmetrisch und fünfzählig mit doppelter Blütenhülle. Der Fruchtknoten ist einkammerig und enthält nur eine Samenanlage. Es sind drei Griffel vorhanden, die oft an ihrer Basis verwachsen sind.
Die Steinfrüchte sind fast kugelig oder ungleichseitig und kahl oder winzig flaumig bis rau behaart, aber nie drüsig behaart. Das Exokarp ist dünn, gelb und bleibt bei Reife geschlossen oder öffnet sich. Das Mesokarp ist weiß wachig mit braunen Längs-Harzgängen. Die Steinfrüchte sind bei Reife weißlich oder gräulich.

## Etymologie
Der Gattungsname Toxicodendron leitet sich aus den griechischen Begriffen τοξικός - toxikos für „Gift“ und δένδρον - dendron für „Baum“ ab.
Die englischen Trivialnamen zeugen von Ähnlichkeiten zu anderen, nicht näher verwandten Pflanzenarten und von der allergischen Reaktion auf die Urushiole. Die „Gift-Eiche“ (Toxicodendron diversilobum, englisch Poison oak) ist keine Eiche (Quercus, Familie Buchengewächse), sondern erhielt ihren Namen wegen der Ähnlichkeit der Blätter mit denen der Weiß-Eiche (Quercus alba). Der „Gift-Efeu“ (Toxicodendron radicans, englisch poison ivy) ist kein Efeu (Hedera, Familie Araliengewächse), sondern hat eine äußerst ähnliche Wuchsform. Eigentlich enthalten die Pflanzen auch kein Gift (englisch poison), sondern ein äußerst aggressives Allergen.

## Systematik
Einige Autoren werteten Toxicodendron als Untergattung Toxicodendron der Gattung Rhus. Pell meinte 2004, dass es sich um eine eigene Gattung handelt und dabei um einen Teil des Rhus-Komplexes und dass es zu verschiedenen Zeiten entweder als eigene Gattung oder Teil (Untergattung oder Sektion) betrachtet wurde. Manche Autoren erörtern, dass Toxicodendron eine eigene monophyletische Gattung bildet. Es wird kontrovers diskutiert, welche genauen Verwandtschaftsverhältnisse die Gruppen Toxicodendron- und Rhus-Komplexes sind. Es sind weitere Untersuchungen erforderlich.
Die etwa 30 Arten sind in einem disjunkten Areal verbreitet; sie kommen in gemäßigten Gebieten der Nordhalbkugel, in Südostasien und in der Neotropis vor.
Es gibt etwa 30 Arten (Stand 2019) in der Gattung Toxicodendron:
- Toxicodendron acuminatum (DC.) C.Y.Wu & T.L.Ming[1]
- Toxicodendron bimannii Barbhuiya
- Toxicodendron borneense (Stapf) Gillis
- Toxicodendron calcicola C.Y.Wu[1]
- Toxicodendron delavayi (Franchet) F.A.Barkley[1]
- Toxicodendron diversilobum (Torr. & A.Gray) Greene[2]
- Toxicodendron fulvum (Craib) C.Y.Wu & T.L.Ming[1]
- Toxicodendron grandiflorum C.Y.Wu & T.L.Ming[1]
- Toxicodendron griffithii (Hook. f.) Kuntze[1]
- Toxicodendron hirtellum C.Y.Wu[1]
- Toxicodendron hookeri (K.C.Sahni & Bahadur) C.Y.Wu & T.L.Ming
- Toxicodendron khasianum (Hook. f.) Kuntze
- Toxicodendron nodosum (Blume) Kuntze
- Toxicodendron orientale Greene
- Eichenblättriger Giftsumach (Toxicodendron pubescens Mill.)[2]
- Toxicodendron quinquefoliolatum Q.H.Chen
- Kletternder Giftsumach (Toxicodendron radicans (L.) Kuntze)[2]
- Toxicodendron rhetsoides (W.G.Craib) Tardieu
- Toxicodendron rostratum T.L.Ming & Z.F.Chen[1]
- Toxicodendron rydbergii (Small ex Rydb.) Greene[2]
- Toxicodendron striatum (Ruiz & Pav.) Kuntze[2]
- Toxicodendron succedaneum (L.) Kuntze[1]
- Toxicodendron sylvestre (Siebold & Zucc.) Kuntze[1]
- Toxicodendron trichocarpum (Miq.) Kuntze[1]
- Lackbaum (Toxicodendron vernicifluum (Stokes) F.A.Barkley)[1]
- Toxicodendron vernix (L.) Kuntze[2]
- Toxicodendron wallichii (Hook. f.) Kuntze[1]
- Toxicodendron yunnanense C.Y.Wu: Es gibt zwei Varietäten:[1]
  - Toxicodendron yunnanense var. longipaniculatum C.Y.Wu & T.L.Ming: Sie gedeiht auf Hügeln und im Dickicht in den Bergen in Höhenlagen von 400 bis 2200 Metern nur in Leibo im südwestlichen Sichuan und in Kunming in Yunnan.[1]
  - Toxicodendron yunnanense C.Y.Wu var. yunnanense: Sie gedeiht auf Hügeln und in Bergwäldern in Höhenlagen 1600 bis 2200 Metern nur in Yunnan in Eshan, Fumin, Shuangbai sowie Songming.[1]